# Pseudodigera pollaccii
Pseudodigera pollaccii är en amarantväxtart som beskrevs av Emilio Chiovenda. Pseudodigera pollaccii ingår i släktet Pseudodigera och familjen amarantväxter. Inga underarter finns listade i Catalogue of Life.